# Wolgograd
Wolgograd of Volgograd (Russisch: Волгоград), eerder Stalingrad en Tsaritsyn geheten, is een Russische stad op de westelijke oever van de rivier de Wolga in de oblast Wolgograd. De stad bevindt zich in het zuiden van Europees Rusland, op 150 km van de grens met Kazachstan. De stad telt circa 1.020.000 inwoners en is met ca. 100 km lengte de op een na langste stad in Europa na Sotsji. Het is ook de 15de stad van Rusland naar inwonertal.

## Geschiedenis
De stad is beter bekend onder de naam Stalingrad (Сталинград), die ze van 1925 tot 1961 droeg. Van de stichting in 1598 tot 1925 heette de stad Tsaritsyn (Царицын). Oorspronkelijk was ze een versterking met een fort aan de Wolga dat als zuidelijke verdedigingspost diende voor het grootvorstendom Moskou, het rijk dat Rusland voorafging.
Tijdens de Russische Burgeroorlog speelde Stalin een hoofdrol in de gevechten rond deze stad. Daarom werd de stad in 1925 naar hem vernoemd.
Stalingrad werd wereldberoemd door de beslissende grote slag om Stalingrad die daar in de Tweede Wereldoorlog werd uitgevochten.
Stalingrad werd hernoemd naar Wolgograd in 1961 tijdens de periode van liberalisering en destalinisatie onder Chroesjtsjov. Deze naamsverandering stuitte op veel verzet van de Russische bevolking, die de naam Stalingrad uit de Grote Vaderlandse Oorlog belangrijker vond dan alle slechte associaties met de persoon van Stalin.

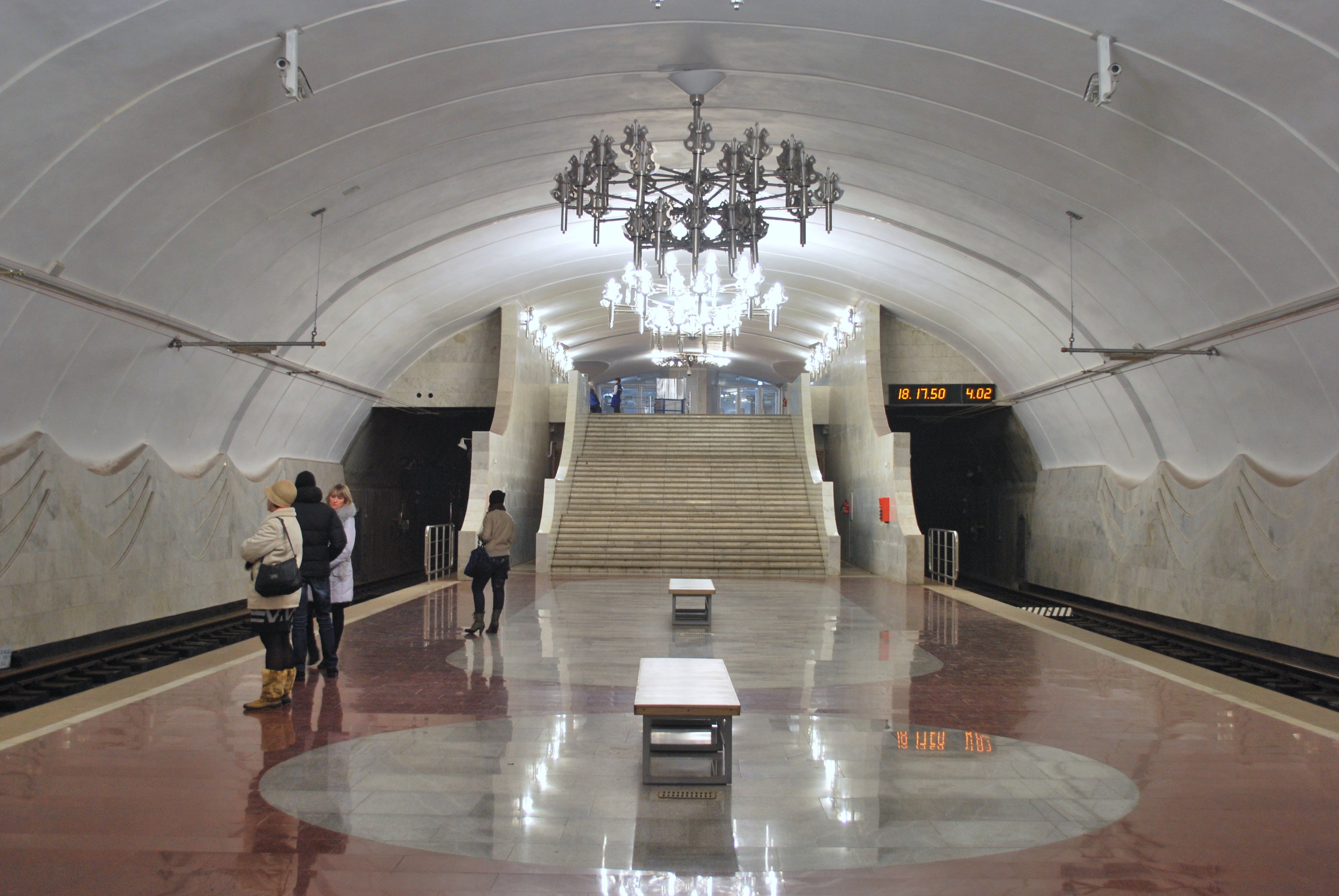
Station van de metrotram

Onder de heerschappij van Konstantin Tsjernenko (1984-1985) werd de naam bijna terug veranderd naar Stalingrad. Het standbeeld Moeder Moederland werd op de Mamajev Koergan (een grafheuvel) gebouwd.

## Vervoer
Op 5 november 1984 werd het eerste traject van de Metrotram geopend.
Wolgograd beschikt over een tramnetwerk van 12 lijnen, een metrotram van 17,3 kilometer lang, een luchthaven, een haven en een station. Daarmee beschikt Wolgograd over een uitgebreid netwerk van openbaar vervoer en verbinding met de rest van het land.

## Aanslagen
In de eindejaarsperiode van 2013 werd de stad opgeschrikt door twee bloedige zelfmoordaanslagen. Op 29 december vielen er minstens 17 doden en 50 gewonden bij een aanslag op het centrale treinstation. Eén dag later, op 30 december, vielen er minstens 14 doden en 28 gewonden bij een aanslag op een trolleybus. Volgens bomexperts zouden beide aanslagen met elkaar in verband staan.

## Bezienswaardigheden
- Kazankathedraal

|  |  |

## De Slag om Stalingrad

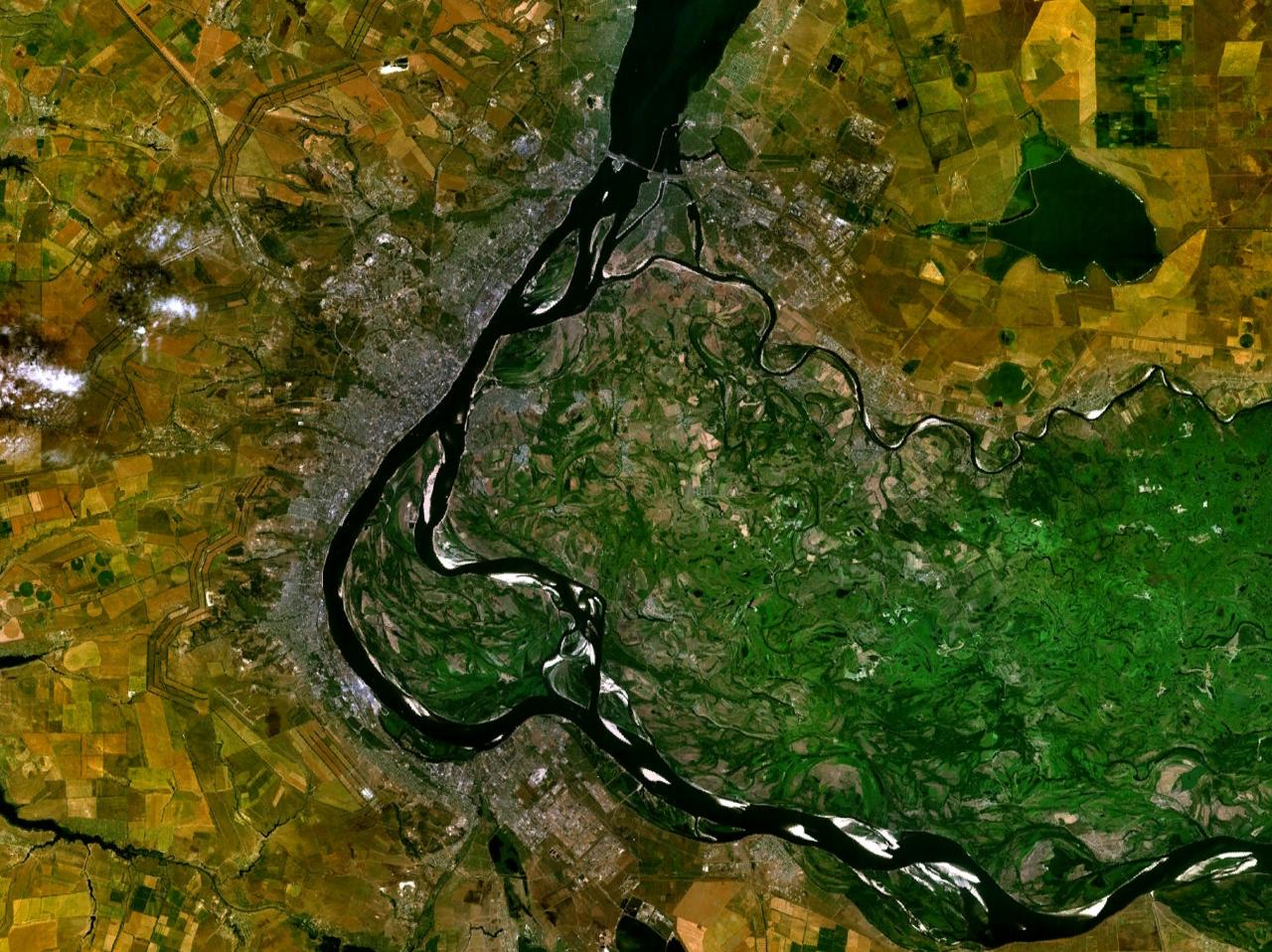
Satellietfoto

De Slag om Stalingrad was een van de bloedigste veldslagen van de Tweede Wereldoorlog en ook een van de meest symbolische. Hij betekende een keerpunt in het verloop van de oorlog, waar vanaf dan de Duitsers niet meer aan de winnende hand waren. De slag begon op 23 augustus 1942 en eindigde op 2 februari 1943 toen de Duitse veldmaarschalk Friedrich Paulus zich met zijn 6e Leger overgaf.
Stalingrad kreeg in 1945 de eretitel Heldenstad van de Sovjet-Unie.
|  |  |

## Sport
FK Rotor Volgograd is de professionele voetbalclub van Wolgograd. De club speelde meerdere seizoen op het hoogste Russische niveau, de Premjer-Liga.
Wolgograd was een speelstad bij het WK Voetbal 2018. De wedstrijden werden gespeeld in de Volgograd Arena. FK Rotor Volgograd zal hier eveneens gaan voetballen.
BK Krasnyj Oktjabr Wolgograd was een professionele basketbalclub van Wolgograd. De club speelde meerdere seizoenen op het hoogste Russische niveau, de VTB United League en speelde haar thuiswedstrijden in het Sportpaleis Wolgograd.

## Geboren
- Vladimir Krjoetsjkov (1924–2007), sovjetpoliticus en KGB-generaal
- Elem Klimov (1933), filmregisseur
- Marina Abroskina de García (1967), basketbalspeelster
- Michail Minakov (1971), filosoof, politicoloog en historicus
- Svetlana Pankratova (1971), heeft, volgens het Guinness Book of Records, de langste vrouwenbenen op aarde
- Leonid Sloetski (1971), voetbalcoach
- Anton Joedin (1972), basketbalspeler
- Jekaterina Grigorjeva (1974), sprintster
- Denis Pankratov (1974), zwemmer
- Tatjana Lebedeva (1976), atlete, die gespecialiseerd is in het hink-stap-springen en het verspringen
- Maksim Marinin (1977), kunstschaatser
- Marina Lapina (1981), Azerbeidzjaanse atlete
- Jelena Isinbajeva (1982), atlete, die wordt beschouwd als de beste vrouwelijke polsstokhoogspringer in de geschiedenis van het polsstokhoogspringen
- Jelena Slesarenko (1982), hoogspringster
- Jelena Vorozjtsova (1983), basketbalspeelster en -coach
- Olga Koetsjerenko (1985), atlete, die gespecialiseerd is in het verspringen
- Joelia Zaripova (1986), atlete, die is gespecialiseerd in de 3000 m steeple
- Michail Koekoesjkin (1987), Kazachs tennisser
- Larisa Iltsjenko (1988), openwaterzwemster
- Jelizaveta Sjabanova (1997), basketbalspeelster
- Anastasija Zacharova (2002), tennisster

## Stedenbanden
- Luik (België)
- Montréal (Canada)
- Ostrava (Tsjechië)